# 2021年9月3日に確認された白い飛行物体
本記事では、2021年9月3日に青森県八戸市鮫町の大須賀海岸の南の空で確認された正体不明の白色の気球のような飛行物体について記述する。

## 概要
2021年9月3日に青森県八戸市鮫町の大須賀海岸の南の空に白い飛行物体があるのが住民により目撃された。2020年6月17日に東北地方で確認された白い飛行物体と色や形状が酷似している。また、2020年6月と同様に運用者や運用目的も不明。

## 運用者と運用目的
秋田地方気象台は「気象庁のものである可能性は低い」と説明、仙台管区気象台は「やはり、改めて正体は不明。ただ、気象庁の観測機器である可能性は極めて低い」と説明した。
2021年9月6日、静岡大学の鈴木康之教授は自身のTwitterアカウントで、白い飛行物体が「サイエンスプロジェクトにより飛ばされた小型アマチュア無線機搭載の気球」である可能性を示した。

### 防衛省の見解
防衛省は2023年2月14日、中国が飛行させた無人偵察用気球であると強く推定されると発表した。